# Залозный, Николай Егорович
Николай Егорович Залозный (24 декабря 1928 — 5 августа 2000) — бригадир каменщиков строительного управления «Гражданстрой» № 1 треста «Запорожстрой». Герой Социалистического Труда (1958).

## Биография
Родился 24 декабря 1928 года в селе Фатеевка Льговского округа Центрально-Чернозёмной области (ныне Дмитриевского района Курской области) в крестьянской семье. Русский.
В 1941—1945 годах — пастух в овцесовхозе № 19 Курсавского района Ставропольского края.
С 1945 года — каменщик, с 1954 года — бригадир каменщиков строительного управления «Гражданстрой» № 1 треста «Запорожстрой» (Запорожье).
Указом Президиума Верховного Совета СССР от 9 августа 1958 года за выдающиеся успехи, достигнутые в строительстве и промышленности строительных материалов, Залозному Николаю Егоровичу присвоено звание Героя Социалистического Труда с вручением ордена Ленина и золотой медали «Серп и Молот».
Жил в городе Запорожье. Скончался 5 августа 2000 года.
Награждён орденами Ленина (09.08.1958), «Знак Почёта» (02.12.1947), медалями.